# Climazolam
Il climazolam è un composto chimico di formula C18H13Cl2N3.

## Storia
Venne sviluppato dalla casa farmaceutica Hoffman-LaRoche ed è stato introdotto sul mercato su licenza come medicinale veterinario dalla società farmaceutica svizzera Gräub con il nome commerciale 'Climasol'.

## Caratteristiche strutturali e fisiche
È una benzodiazepina idrosolubile, in particolare un derivato imidazobenzodiazepinico, dal putno di vista strutturale si tratta un analogo al midazolam e al diclazepam.

## Farmacologia e tossicologia

### Farmacocinetica
Il composto ha effetti rapidi e viene rapidamente eliminato dall'organismo. Il volume di distribuzione dopo fleboclisi e pari a:
- bestiame: 5 mg/kg, 8,9 l/kg
- cavallo: 3 mg/kg, 3,6 l/kg
- maiale: 0,5 mg/kg, 3,7 l/kg

mentre l'emivita di eliminazione è pari a:
- bestiame: 5 mg/kg, 11,2 ore dopo fleboclisi - 4 mg/kg, 11,0 ore dopo somministrazione intramuscolare
- cavallo: 3 mg/kg, 5,1 ore dopo fleboclisi
- maiale: 0,5 mg/kg, 2,5 ore dopo somministrazione intramuscolare - 0,25 mg/kg, 3,0 ore dopo somministrazione orale

### Farmacodinamica
Agisce sul recettore del GABA.

### Effetti del composto e usi clinici
È uno psicofarmaco utilizzato in medicina veterinaria per anestetizzare gli animali. Può essere somministrato insieme a xilazina, ketamina, levometadone o fentanil in una siringa mista. Gli effetti sono dose-dipendenti, in modo da poter raggiungere diversi livelli di sedazione fino al sonno profondo.
A differenza del diazepam, è solubile in acqua e quindi non provoca irritazione del tessuto o della parete del vaso quando viene iniettato. Gli effetti possono essere invertiti con l'antagonista delle benzodiazepine sarmazenil. Sopprime con successo gli effetti indesiderati della ketamina, come scarso rilassamento muscolare, iperacusia o tendenze convulsive.  Inoltre, il climazolam porta ad un approfondimento e prolungamento dell'effetto anestetico della ketamina.
Per l'anestesia endovenosa totale (TIVA) nei cavalli, può essere utilizzata la ketamina climazolam. Questa combinazione si traduce in una buona anestesia, analgesia e rilassamento muscolare con effetti collaterali cardiovascolari minimi. Tuttavia, la durata massima dell'anestesia non deve superare i 90 minuti, poiché l'anestesia prolungata può portare a tremore e crampi della regione della testa e del collo, nonché a fasi di veglia irrequiete. Al fine di ottenere una buona fase di stand-up, l'uso di un antagonista delle benzodiazepine è necessario nei cavalli in cui il Climazolam ha una lunga emivita di eliminazione. 20 minuti dopo l'ultima somministrazione di ketamina, il Climazolam deve essere inimicato.
Per i puledri fino a 2 - 3 mesi, la combinazione di ketamina e climazolam è l'anestesia generale normalmente utilizzata. Si osserva una buona analgesia, fasi tranquille di addormentamento e risveglio, ovvero nessun effetto collaterale indesiderato sulla respirazione o sul sistema cardiovascolare. Una combinazione di climazolam e ketamina è adatta anche per l'anestesia nei suini.
Dopo l'anestesia con ketamina Climazolam in cani e gatti, il climazolam non deve essere antagonizzato prima che sia trascorsa un'ora dall'iniezione di ketamina con sarmazenil, altrimenti l'effetto della ketamina che è ancora presente può causare agitazione e convulsioni.

### Controidicazioni ed effetti collaterali
Il climazolam non deve essere usato come unico ingrediente attivo nei piccoli animali o nei cavalli.
Nei dosaggi raccomandati, Climazolam è ben tollerato a livello sistemico e locale. Quando è usato da solo, i cani possono sperimentare movimenti incontrollati delle estremità ed eccitazioni. Nei gatti che sono già eccitati, questa condizione può intensificarsi dopo l'iniezione di cclimazolam in combinazione con ketamina. Se viene somministrato per via endovenosa molto rapidamente, possono verificarsi casi di apnea temporanea.